# Försoning, o Jesus, du vunnit åt mig
Försoning, o Jesus, du vunnit åt mig (original Försoning, o Jesu, du frambragt åt mig) är en sångtext skriven av Johan Wittander år 1880. Musiken är en folkmelodi.
Den finns med i sångboken Lova Herren 1988 som nummer 352 med texten Försoning, o Jesu, du frambragt åt mig. Sången finns också med i Lova Herren 2020 som nummer 310 med den nyare texten bearbetad 2017.